# Slověnice
Slověnice (en allemand : Slowenitz) est une commune du district de Benešov, dans la région de Bohême-Centrale, en République tchèque. Sa population s'élevait à 36 habitants en 2020.

## Géographie
Slověnice se trouve à 6 km au nord-nord-ouest de Vlašim, à 15 km à l'est-sud-est de Benešov et à 48 km au sud-est de Prague.
La commune est limitée par Divišov au nord, par Libež à l'est, par Radošovice au sud et au sud-est, et par Bílkovice à l'ouest.

## Histoire
La première mention écrite de la localité date de 1544.